# 维勒瑞夫-路易·阿拉贡站
维勒瑞夫-路易·阿拉贡站（法語：Villejuif - Louis Aragon）是巴黎地鐵7號線的一個車站，位於维勒瑞夫，啟用於1985年2月28日。車站名稱來自於法國作家路易·阿拉贡。

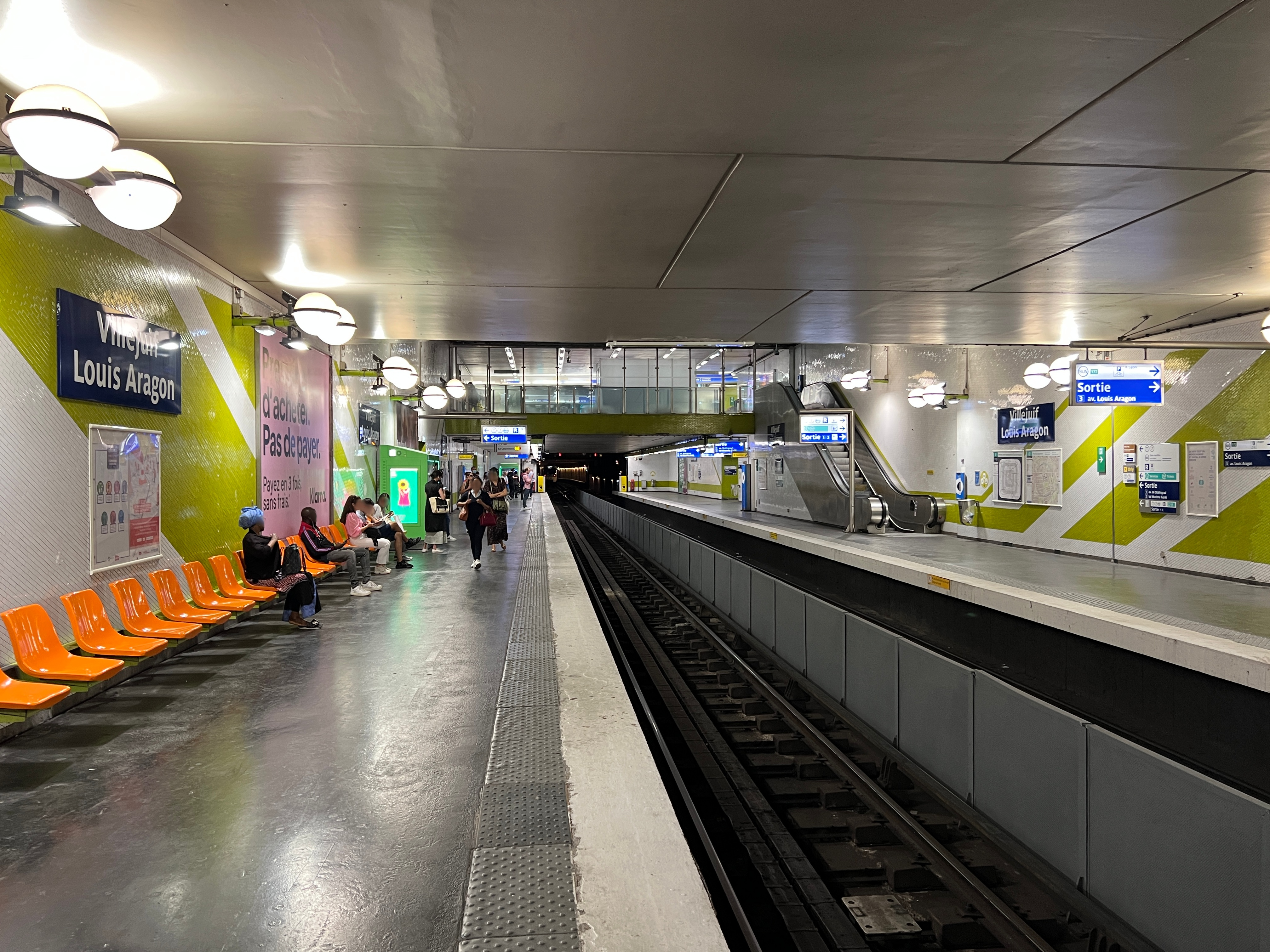
月台（2022年7月）

## 車站結構
| 街道      |                    |                                                          |
| B1        | 連接層             |                                                          |
| 7號線月台 | 側式月台，右側開門 | 側式月台，右側開門                                       |
| 7號線月台 | 南行               | 只限落客                                                 |
| 7號線月台 | 北行               | 往拉库尔讷沃-1945年5月8日（维勒瑞夫-保罗·瓦扬-库蒂里耶） |
| 7號線月台 | 側式月台，右側開門 |                                                          |